# Невьянский цементник
Невья́нский цеме́нтный заво́д — старейший завод по выпуску цемента на Урале. Входит в холдинг «ЦЕМРОС». Расположен в посёлке Цементном Невьянского района Свердловской области. Мощность предприятия составляет 1,15 млн тонн цемента в год.

## История завода
Строительство завода началось в 1913 году, печи были разожжены в 1914 году.
В 1987 году была проведена капитальная реконструкция, производство было переведено с мокрого на сухой метод.
В 2003 году завод вошёл в состав «Евроцемент груп».
В 2010 году ЗАО «Невьянский цементник» вошло в состав Некоммерческого партнёрства саморегулируемой организации (СРО) «Производители качественных строительных материалов», которая по результатам исследования качества производимых материалов присвоила категорию 6Д из 7 возможных.
В 2017 году была запущена ГПТЭС.
В 2018 году на предприятии введена в эксплуатацию собственная газопоршневая теплоэлектростанция, оборудованная силовыми агрегатами компании Wartsila.
В 2019 году произведена замена лепестковых уплотнений вращающейся печи на современные.
В 2022 году установлена новая статическая решетка и горелка вращающей печи.

## Продукция завода
- ЦЕМ I 42,5Н ГОСТ 31108-2020

- ЦЕМ I 42,5Н ДП ГОСТ 33174-2014